# Vagyinszki járás
A Vagyinszki járás (oroszul Вадинский муниципальный район) Oroszország egyik járása a Penzai területen. Székhelye Vagyinszk.

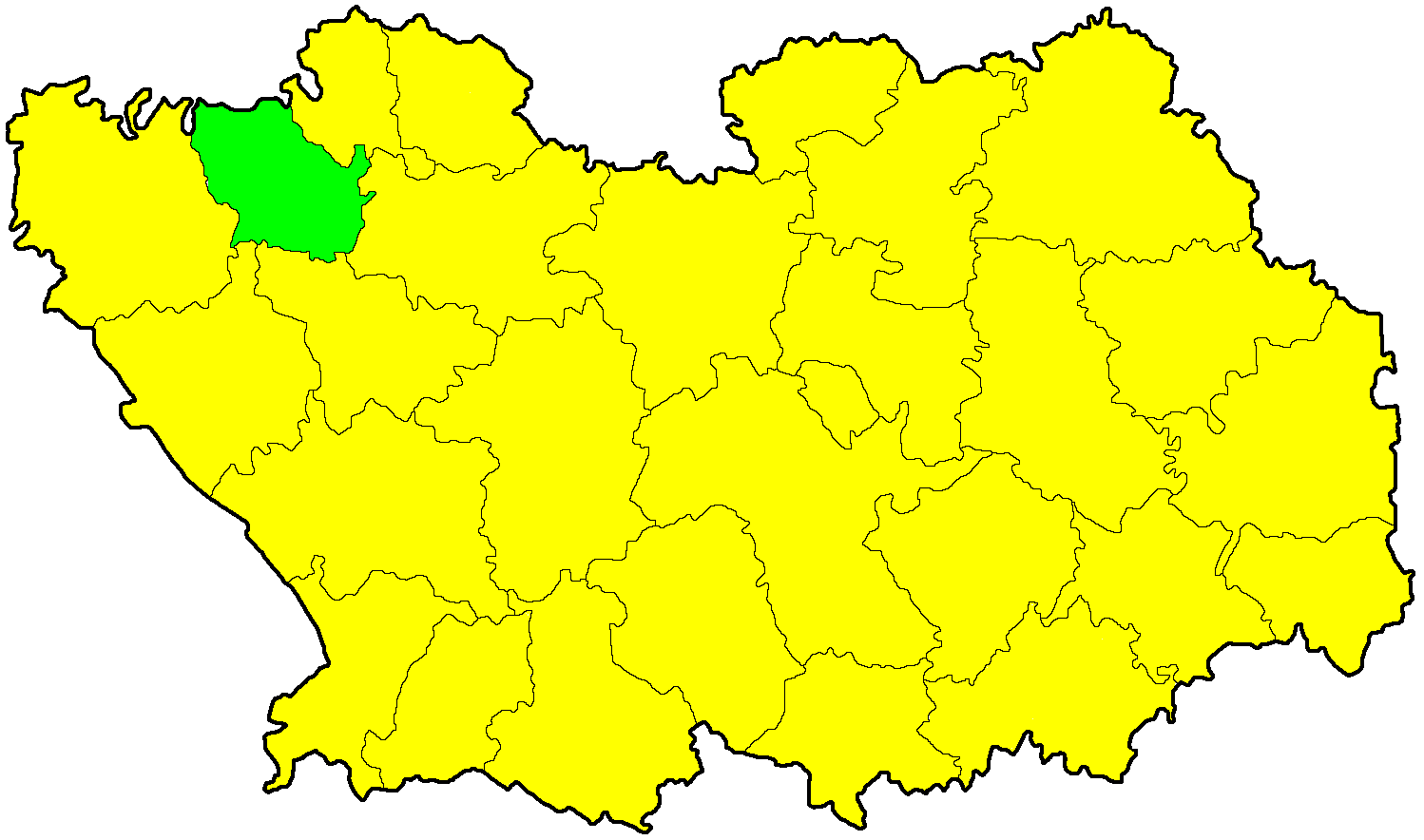
A Vagyinszki járás a Penzai területen

## Népesség
A járás lakosságának száma erősen csökken.
- 1989-ben 14 137 lakosa volt.
- 2002-ben 11 218 lakosa volt.
- 2010-ben 9 804 lakosa volt, melynek 96,7%-a orosz.